# Elecciones parlamentarias de Madagascar de 2024
Las elecciones parlamentarias en Madagascar fue realizada el 29 de mayo de 2024, para elegir a los 163 miembros de la Asamblea Nacional.

## Sistema electoral
Los 163 miembros de la Asamblea Nacional se eligen mediante un sistema de votación paralelo: 77 escaños se eligen en circunscripciones uninominales por mayoría relativa, mientras que los 86 escaños restantes se eligen en 43 circunscripciones plurinominales (de dos escaños cada una) por representación proporcional de lista cerrada utilizando el método de promedios más altos.

## Problemas de campaña
Los temas de la campaña incluyeron la corrupción, la infraestructura y la economía.

## Conducta
La votación se celebró de 06.00 a 17.00 horas el 29 de mayo. Observadores de la Unión Africana y de la Comunidad de Desarrollo del África Meridional supervisaron los procedimientos. La elección fue supervisada por la Comisión Electoral Nacional Independiente. Hubo mayor seguridad. El 1 de junio, el Observatorio Safidy, el mayor grupo de seguimiento electoral del país, planteó dudas sobre la neutralidad, imparcialidad e independencia de la comisión electoral malgache en la conducción de la votación.